# Пјетрагавина (Павија)
Пјетрагавина је насеље у Италији у округу Павија, региону Ломбардија.
Према процени из 2011. у насељу је живело 180 становника. Насеље се налази на надморској висини од 730 м.